# Виндиш, Отакар
Отакар Виндиш (чеш. Otakar Vindyš; 9 октября 1884 — 23 декабря 1949) — чехословацкий хоккеист. Трёхкратный чемпион Европы (1911, 1922 и 1925 годов). Член зала славы чешского хоккея.

## Биография
Отакар Виндиш родился в Праге 9 октября 1884 года. Начинал играть в хоккей в 1902 году за команду ЧЛТК Прага. С 1905 года выступал за хоккейный клуб «Славия» (Прага). Участник международных соревнований по хоккею. Бронзовый медалист чемпионата мира по хоккею 1920 года (в рамках летних Олимпийских игр 1920 года в Антверпене). Чемпион Европы 1911, 1922 и 1925 годов. Серебряный призёр чемпионатов Европы по хоккею с шайбой 1913 и 1921 годов, бронзовый призёр чемпионата Европы 1923 года.
За сборную Чехословакии по хоккею провёл 26 матчей, забросил 9 шайб.
Умер 23 декабря 1949 года в Праге.
6 мая 2010 года был принят в зал славы чешского хоккея.